# Єрьоменко Олексій Олексійович
Олексі́й Олексі́йович Єрьо́менко (фін. Alexei Eremenko, рос. Алексей Алексеевич Ерёменко, нар. 24 березня 1983, Ростов-на-Дону) — фінський футболіст російського походження, півзахисник національної збірної Фінляндії.

## Клубна кар'єра
Народився 24 березня 1983 року в місті Ростов-на-Дону в родині радянського футболіста Олексія Єрьоменка. У сім років разом з батьком переїхав до Фінляндії, в місто Якобстад. У 2003 році набув фінське громадянство. Молодші брати — Роман та Сергій — також фінські футболісти.

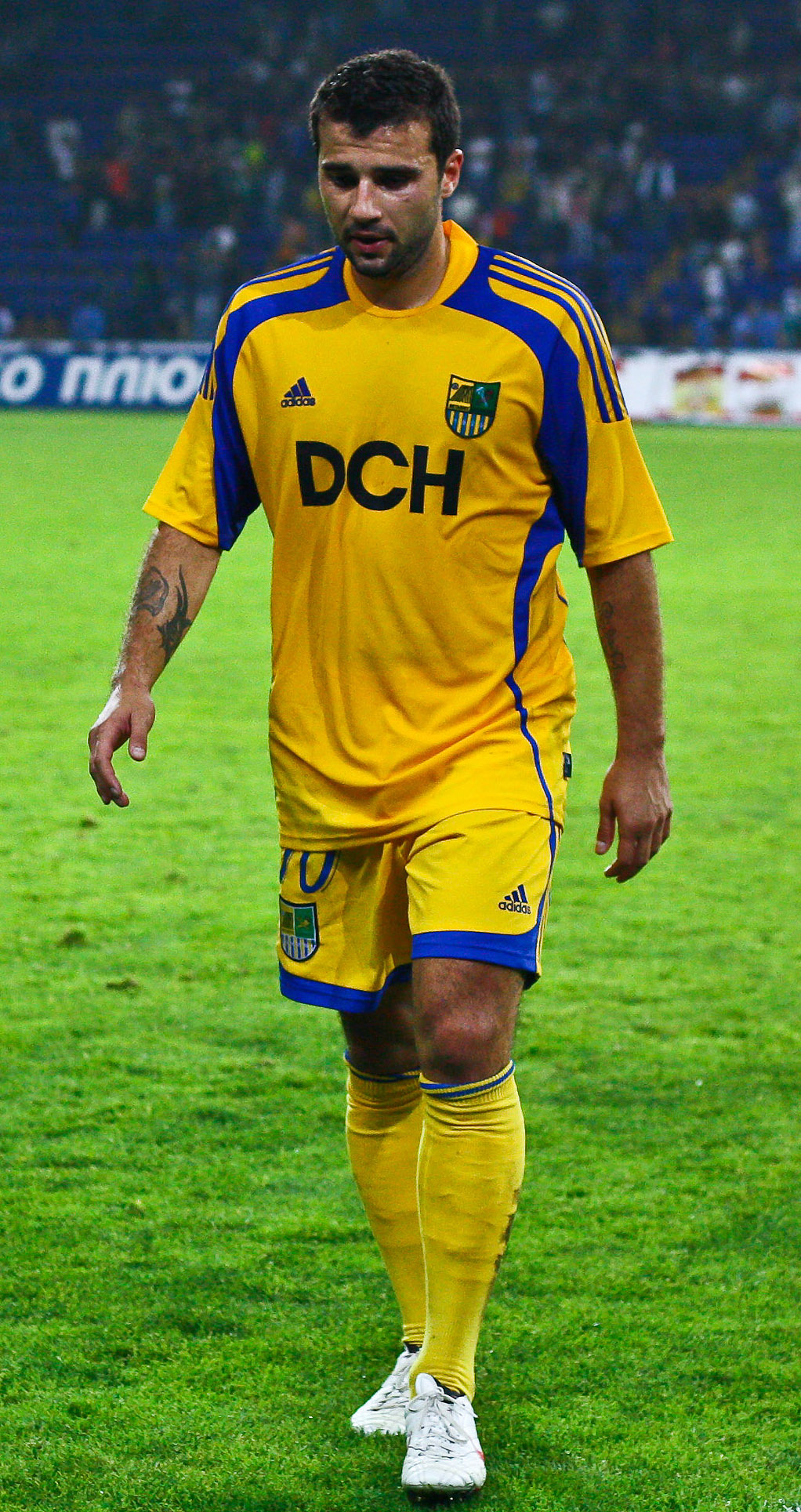
Олексій Єрьоменко під час виступів за «Металіст». 2009 рік.

Вихованець юнацьких команд футбольних клубів «Яро», норвезького «Тромсе» та французького «Меца».
У дорослому футболі дебютував 2001 року виступами за «Йокеріт», у якому провів один сезон, взявши участь у 15 матчах чемпіонату.
Своєю грою за цю команду привернув увагу представників тренерського штабу клубу «ГІК», до складу якого приєднався 2002 року. Відіграв за команду з Гельсінкі наступні три сезони своєї ігрової кар'єри. Більшість часу, проведеного у складі «ГІКа», був основним гравцем атакувальної ланки команди. За цей час двічі виборов титул чемпіона Фінляндії та одного разу національний кубок.
Влітку 2004 року уклав контракт з італійським «Лечче», у складі якого провів наступні півтора року своєї кар'єри гравця.
У січні 2006 року перейшов у російський «Сатурн». Примітно, що в заявці «Сатурна» Єрьоменко значився як нападник, хоча виступав на позиції півзахисника. З раменською командою Олексій став автором найкращого гола чемпіонату Росії 2007 року за версією телепередачі «Футбол Росії» телеканалу «Спорт» (гол у переможному домашньому матчі (2:1) у ворота московського «Динамо» 6 жовтня, забитий потужним ударом з 25 метрів, став для Олексія єдиним у тому чемпіонаті й останнім за «Сатурн» в офіційних матчах).
29 липня 2009 року перейшов у харківський «Металіст», уклавши трирічний контракт. Наступного дня після підписання контракту вийшов у стартовому складі «Металіста» в матчі Ліги Європи проти хорватської «Рієки» і забив перший м'яч у грі («Металіст» переміг у гостях 2:1).
Проте в підсумку не зумів закріпитися у складі «Металіста» і в 2010 році був відданий в оренду спочатку у фінський «Яро», який на той час тренував його батько, а потім у серпні в шотландський «Кілмарнок», який очолив відомий у минулому фінський футболіст Міксу Паателайнен. При цьому і в «Яро», і в «Кілмарноку» Єрьоменко забивав у першому ж матчі за новий клуб.
29 серпня 2011 року приєднався до російського «Рубіна», в якому стати гравцем основного складу не зміг і, провівши за півтора сезони лише 7 матчів чемпіонату, залишив Казань. Частину 2013 року грав за «Кайрат» з Казахстану, після чого повернувся в Шотландію, до «Кілмарнока».
Влітку 2015 року повернувся у Фінляндію, ставши гравцем «Яро», проте вже на початку наступного року перейшов у «СІК».

## Виступи за збірні
2003 року залучався до складу молодіжної збірної Фінляндії. На молодіжному рівні зіграв у 3 офіційних матчах.
11 жовтня 2003 року дебютував в офіційних матчах у складі національної збірної Фінляндії у товариській грі зі збірною Канади. Перший гол забив у своєму 4-му матчі за збірну 3 лютого 2004 року у ворота збірної Китаю в Гуанчжоу. Загалом у перших 19 іграх за збірну Олексій забив 10 м'ячів. Наразі провів у формі головної команди країни 58 матчів, забивши 14 голів.

## Титули і досягнення
- Чемпіон Фінляндії (2):

«ГІК»: 2002, 2003
- Володар Кубка Фінляндії (1):

«ГІК»: 2003
- Володар Кубка Росії (1):

«Рубін»: 2011–12
- Володар Суперкубка Росії (1):

«Рубін»: 2012